# Seikendo
Seikendo (掣圏道 Seikendō?) es un arte marcial y deporte de combate de origen japonés, fundado en 1999 por Satoru Sayama. Es definido como pelea callejera llevada al deporte.

## Historia
A mediados de 1999, y tras su salida de Universal Fighting-Arts Organization, Sayama fundó seikendo con ayuda de Victor Quiñones y Yuji Shimada. En su plantel abundaban luchadores de Rusia, ya que Sayama consideraba que había mucho potencial entre los artistas marciales de este país. Entre ellos estaban Sergei Gur, Arslan y Magomed Magomedov, Shamil Gaidrbekov e Igor Borishov, junto con algunos japoneses.
El 2 de octubre de 1999 tuvo lugar el primer evento profesional. Seikendo como promoción comenzó a celebrar más eventos a lo largo de los años, siendo el último de ellos en 2003. A pesar de ello, un dojo fue abierto en 2006 en Akishima, Tokio, y otro en Kagurazaka en 2011, hallándose ambos en actividad.

## Características
A diferencia de los sistemas de lucha de creación reciente que eran considerados deportes de combate, Sayama fundó el seikendo como un arte marcial tradicional (budo), haciendo tanto énfasis en el entrenamiento físico como en el mental y espiritual: ganar o perder no es el objetivo de la lucha, sino aprender a ser un miembro de la sociedad capaz de ayudar a los demás y vivir en paz consigo mismo. El seikendo se basa en hallarse preparado para responder en situaciones lo más realistas posibles, tal como una pelea de verdad sería llevada a cabo en la calle; de hecho, algunos eventos de seikendo obligaban a sus combatientes a llevar trajes de vestir para imitar las condiciones de una lucha real.

## Reglas
El seikendo permite todo tipo de golpes, como puñetazos, patadas, codazos y rodillazos, ya sea de pie o en el suelo, y se hace énfasis en el clinch y en el reposicionamiento en el piso, este último de forma similar al jiu-jitsu brasileño. Las sumisiones no están permitidas en competición, aunque en el entrenamiento se incluye cómo evitarlas. Los luchadores han de vestir guantes de artes marciales mixtas o boxeo, y un uniforme consistente en judogi y hakama blancos.
Los combates de seikendo tienen lugar en cuadriláteros octagonales sin cuerdas. Se celebran en tres rondas, las dos primeres de tres minutos, y la tercera de dos. Se puede ganar por knockout, por rendición o por parada del árbitro. Si un luchador sale o es forzado a salir del cuadrilátero dos veces, pierde la lucha.

## Practicantes famosos
- Yuichi Watanabe, luchador de artes marciales mixtas y primer campeón peso wélter de Shooto.
- Yuji Sakuragi, luchador de artes marciales mixtas y lucha libre profesional.
- Kozo Urita, luchador de artes marciales mixtas y lucha libre profesional.
- Hayato Mashita, luchador profesional.
- Akifumi Saito, luchador profesional.
- Masao Orihara, luchador profesional.